# نیوپورت (شهرستان توسکاراواس، اوهایو)
نیوپورت (به انگلیسی: Newport) یک منطقهٔ مسکونی در ایالات متحده آمریکا است که در اوهایو واقع شده‌ است.

## تاریخچه
نیوپورت در سال ۱۸۳۳ راه‌اندازی شد. اداره پست آن را در نیوپورت تریسی نامیدند. اداره پست تریسی در سال ۱۸۸۰ تأسیس شد و تا سال ۱۹۱۸ باقی ماند.